# It’s in the Rain
Az It’s in the Rain Enya ír dalszerző és énekesnő második kislemeze Amarantine című albumáról. Csak Európában jelent meg.

## Változatok
A kislemez különböző kiadásai.
CD kislemez (EU)
1. It’s in the Rain (radio edit) – 3:45
2. A Moment Lost – 3:06

CD kislemez (EU) (It’s in the Rain/Adeste Fideles)
1. It’s in the Rain (radio edit) – 3:45
2. Adeste Fideles

CD maxi kislemez (EU)
1. It’s in the Rain (radio edit) – 3:45
2. A Moment Lost – 3:06
3. Drifting – 4:10

## Helyezések
| Slágerlista (2006)   | Legmagasabb helyezés |
| -------------------- | -------------------- |
| Olasz kislemezlista  | 7                    |
| Magyar kislemezlista | 5                    |

## Külső hivatkozások
- Videóklip